# Ван Леннеп, Арнаут
Арнаут ван Леннеп (нидерл. Aernout van Lennep, 23 февраля 1898 — 17 декабря 1974) — нидерландский офицер-артиллерист, призёр Олимпийских игр.

## Биография
Родился в 1898 году в Ден-Хелдере. В 1931 году выиграл чемпионат Нидерландов среди военных, бывший отборочным турниром на Олимпийские игры. В 1932 году принял участие в Олимпийских играх в Лос-Анджелесе, где в троеборье финишировал последним (9-м); однако так как для зачёта в командном первенстве требовалось, чтобы все участники команды финишировали, а из-за отдалённости места проведения Олимпиады в соревнованиях по конному спорту участвовало лишь 35 спортсменов из 6 стран (самое низкое количество за всю историю Олимпийских игр), то полностью завершили дистанцию лишь команды США и Нидерландов, поэтому результата Ван Леннепа оказалось достаточно для того, чтобы нидерландская команда получила серебряную медаль.
В годы Второй мировой войны попал в немецкий плен. После войны дослужился до подполковника.